# Skorefjell
Skorefjell är ett berg i Antarktis. Det ligger i Östantarktis. Australien gör anspråk på området. Toppen på Skorefjell är 1 520 meter över havet.
Terrängen runt Skorefjell är platt åt nordost, men åt sydväst är den kuperad. Trakten är obefolkad. Det finns inga samhällen i närheten. 